# Сиракуза (провінція)
Провінція Сиракуза (італ. Provincia Regionale di Siracusa) — провінція в Італії, у регіоні Сицилія. 
Площа провінції — 2 109 км², населення — 403 585 осіб.
Столиця провінції — місто Сиракуза.

## Географія

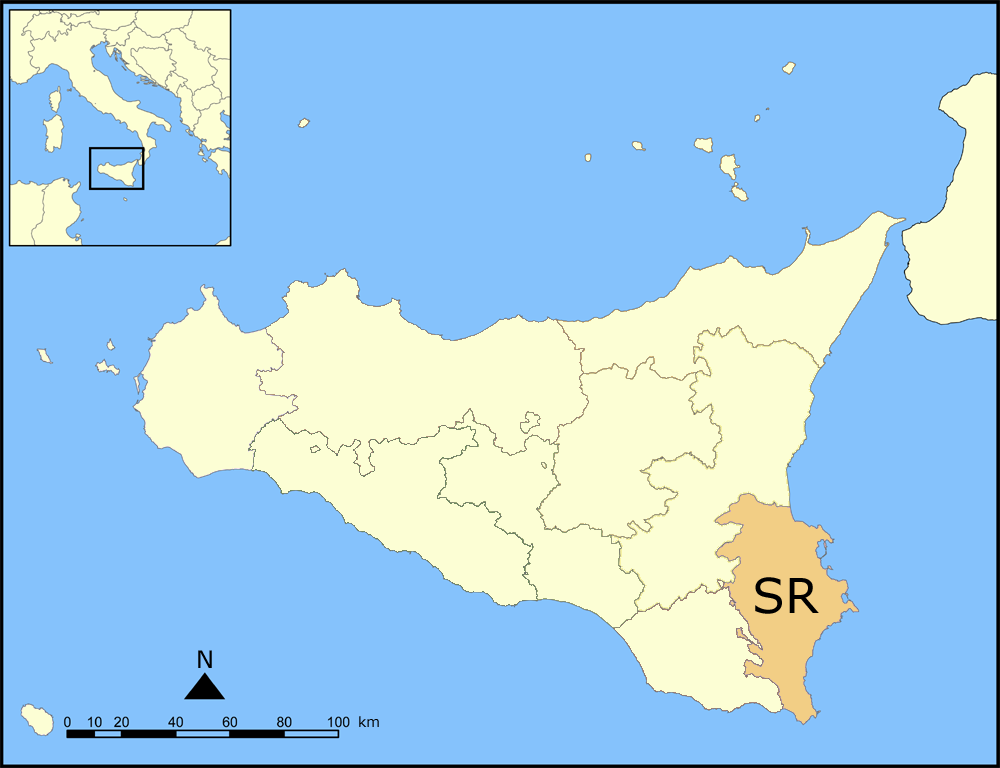
Мапа провінції

Межує на півночі і північному заході з провінцією Катанія, на заході — з провінцією Рагуза, на сході — з Іонічним морем і Середземним морем.